# Plus récent ancêtre patrilinéaire commun
Le plus récent ancêtre patrilinéaire commun, aussi nommé Adam Y-chromosomique, est le nom donné à l'homme qui est le dernier ancêtre agnatique (en ligne paternelle exclusive) commun à tous les hommes actuels. Plusieurs études ont proposé une datation de cet individu, par des méthodes de type horloge moléculaire appliquées aux mutations du chromosome Y relevées dans la population masculine actuelle, mais elles ont produit des résultats très divergents.

## Définition
Chaque individu vivant aujourd'hui a des millions d'ancêtres vivant en même temps au Moyen-Âge ou dans l'Antiquité, et des dizaines de milliers aux temps préhistoriques. Mais, à tout moment donné du passé, chacun n'a qu'un ancêtre en ligne agnatique pure (et de la même façon un seul en ligne cognatique pure). Si l'on remonte suffisamment loin dans le passé, on va parvenir au stade où cet ancêtre agnatique unique sera commun à toute l'humanité actuelle, parce que toutes les autres lignes agnatiques se seront éteintes. Mais, à l'époque où vivait cet ancêtre unique en ligne masculine vivaient également des centaines ou des milliers d'autres personnes ayant eu des descendants jusqu'à aujourd'hui. Ces autres personnes sont les ancêtres de l'humanité actuelle en ligne mixte, par un mélange d'ascendance paternelle et maternelle. En toute hypothèse, l'Adam Y-chromosomique n'est donc à son époque que l'un des ancêtres de l'humanité.

## Historique des études
En 2003, le généticien Spencer Wells avait conclu de l'analyse de l'ADN-Y de personnes dans plusieurs régions du monde que tous les hommes actuels seraient les descendants d'un homme qui aurait vécu en Afrique il y a environ 60 000 ans.
En 2011, Fulvio Cruciani et son équipe ont calculé par la diversité de l'ADN-Y que le plus récent ancêtre patrilinéaire commun daterait d'environ 140 000 ans.
En 2013, Fernando Mendez intégra dans son calcul le chromosome Y d'un rare haplogroupe originaire d'une région du sud-ouest du Cameroun, et recula ainsi l'âge du DAC-Y (Dernier ancêtre commun Y ou Adam Y-chromosomique) à 338 000 ans. Selon un article de mars 2013 du journaliste scientifique Pierre Barthélémy, cette étude soulignerait « à quel point les bases de données [sur la phylogénie du chromosome Y] sont lacunaires » [source insuffisante][réf. nécessaire]. Néanmoins, selon Michael Hammer, co-auteur dudit article dans sa republication de 2014, « l'extrême ancienneté et la rareté de cette lignée d'ADN [celui de l'étude] (...) montre l'importance de considérer des modèles plus complexes concernant l'origine de la diversité du chromosome Y. Des modèles incluant la structure de la population ancienne et la possibilité d'une introgression [un apport de gènes] archaïque de chromosomes Y chez l'homme moderne ».

## Adam eurasien
En conservant le concept de l'Adam Y-chromosomique, le plus récent ancêtre patrilinéaire commun à tous les non-africains (en excluant les personnes appartenant aux haplogroupes africains A et B), l'Adam eurasien, porteur de la mutation M168, aurait vécu il y a environ 70 000 ans en Afrique du Nord-Est.